# Amomum limianum
Amomum limianum là một loài thực vật có hoa trong họ Gừng. Loài này được Chayan Picheansoonthon và Piyapong Yupparach mô tả khoa học đầu tiên năm 2012 dưới danh pháp Elettariopsis limiana. Phân tích phát sinh chủng loại phân tử chi Amomum nghĩa rộng năm 2018 của de Boer et al. cho thấy nó thuộc về chi Amomum nghĩa hẹp, vì thế nó được các tác giả Jana Leong-Škorničková và Kristýna Hlavatá chuyển sang chi Amomum.

## Từ nguyên
Tính từ định danh của loài này được đặt để vinh danh Chong Keat Lim, nhà thực vật học người Malaysia nhằm ghi nhận những đóng góp của ông trong nghiên cứu về các loài cau cọ và gừng riềng.

## Phân bố
Loài này tìm thấy trong Vườn quốc gia Phu Phan, tỉnh Sakon Nakhon, đông bắc Thái Lan. Loài này mọc dưới bóng râm của rừng dầu khô, ở cao độ 364–473 m (1.200-1.550 ft). Tên gọi trong tiếng Thái là wan dokthong Phupan (ว่านดอกทองภูพาน).

## Mô tả
Cây thân thảo lâu năm thanh mảnh. Thân rễ bò lan, thanh mảnh, mang các thân giả ở các khoảng cách. Thân giả dài 22,1–44,4 cm, bẹ lá có lông, lá không phiến 1–2. Lá 3-6; lưỡi bẹ dài 2–5 mm, có lông, đỉnh 2 thùy; cuống lá dài 3,2-9,5 cm, nhẵn nhụi, có rãnh; phiến lá hình mũi mác hoặc hình elip, 15,2–21,5 × 2,9–5,1 cm, gốc thon nhỏ dần, chóp nhọn đến hình đuôi, mép nguyên đến hơi gợn sóng, cả hai mặt nhẵn nhụi, mặt dưới có phấn xám. Cụm hoa sinh ra từ gốc của thân giả, với các hoa trong một đầu kết đặc, cuống dài 0,6-3,3 cm; lá bắc hình trứng, có lông, đỉnh nhọn, 1,9-3,5 cm × 1,1-1,9 cm; lá bắc con hình mũi mác, 1,3–1,9 cm × 4–8 mm, màu trắng, đỉnh nhọn. Hoa màu trắng với dải giữa lớn màu từ ánh vàng đến da cam; đài hoa hình ống, 3-3,8 cm, có lông nhung; ống tràng thanh mảnh, dài 3,1-3,4 cm, có lông nhung, thuỳ 3; thùy lưng thuôn dài, 2,1–2,4 cm × 6–8 mm, có lông nhung, đỉnh có nắp; các thùy bên thuôn dài, 2,3–2,4 cm × 6–7 mm, có lông nhung, đỉnh hơi có nắp; cánh giữa môi dưới hình trứng ngược, 2,2–3 × 2,7–2,9 cm, màu trắng với dải giữa lớn màu vàng kim-vàng, đáy có vuốt, phần xa 3 thùy, thùy giữa có khía tai bèo hoặc hơi có khía răng cưa; chỉ nhị 2–4 × 2–3 mm, nửa trên màu trắng, nửa dưới màu ánh hồng; bao phấn 4–5 × 2–3 mm, phần phụ liên kết, 9–12 × 6–8 mm, đỉnh tù đến cắt cụt, một số với thùy giống như răng nhỏ (dài khoảng 1 mm) ở gốc mỗi bên; bầu nhụy hình trứng, 3-4 × 2 mm, có lông nhung; nhụy lép 2, thanh mảnh, khoảng 4 × khoảng 2 mm, không bao quanh vòi nhụy. Quả nang, hình trứng, với 6-8 gờ dọc, màu xanh lục (khi non) hoặc ánh đỏ (khi chín). Ra hoa tháng 3-4, tạo quả tháng 4-6.
Loài này cùng với E. chayaniana, E. wandokthong, E. slahmong và E. triloba thuộc về nhóm với cụm hoa hình đầu mọc thành chùm. E. limiana gần giống nhất với E. chayaniana về mặt hình thái. Tuy nhiên, đơn vị phân loại này có thể được phân biệt với E. chayaniana bởi các lưỡi bẹ có lông với đỉnh hai thùy; lá bắc và lá bắc con có lông, và cánh giữa môi dưới màu ánh vàng.